# المتحف الوطني للفنون الجميلة (الأردن)
المتحف الوطني الأردني للفنون الجميلة هو متحف رئيسي للفنون المعاصرة يقع في عمان، الأردن. أقيم الافتتاح الرسمي للمعرض الوطني الأردني للفنون الجميلة (JNGFA) تحت رعاية الملك الحسين والملكة نور الحسين وأنشأته الجمعية الملكية للفنون الجميلة في 1980، وتضم المجموعة الدائمة للمتحف "أكثر من 2000 قطعة. بما في ذلك اللوحات والمطبوعات والمنحوتات والصور الفوتوغرافية والتركيبات والنسيج والسيراميك لأكثر من 800 فنان من 59 دولة في آسيا وأفريقيا بشكل رئيسي

## المجموعات
تضم مجموعة الأعمال الفنية للمتحف أعمالاً لفنانين من «الجزائر، أرمينيا، أستراليا، البحرين، الدنمارك، مصر، فرنسا، غانا، الهند، إندونيسيا، إيران، العراق، إيطاليا، اليابان، الأردن، قبردينو بلقاريا، الكويت، قيرغيزستان، لبنان، ليبيا، ماليزيا، مالطا، منغوليا، المغرب، هولندا، نيجيريا، عمان، باكستان، فلسطين، بابوا غينيا الجديدة، بيرو، الفلبين، قطر، المملكة العربية السعودية، السنغال. إسبانيا، السودان، سويسرا، سوريا، تايوان، طاجيكستان، تايلاند، تونس، تركيا، تركمانستان، الإمارات العربية المتحدة، المملكة المتحدة، الولايات المتحدة الأمريكية، أوزبكستان، اليمن، وجمهورية يوغوسلافيا السابقة.» 

## مرافق المتحف
حصل مشروع تجديد وتوسيع مبنى المتحف تحت إشراف المهندس محمد الأسد الذي استلم جائزة الآغا خان للعمارة في عام 2007. 

## مجتمع المتحف الوطني
يتكون المجتمع من ثلاثة مباني وحديقة، يتألف المبنى الأول من أربعة طوابق، يضم العديد من الأعمال الفنية إلى جانب معارض فنية شخصية وجماعية لفنانيين محليين ودوليين تقام خلال العام، ويقع في الطابق الأرضي مكاتب الإدارة والاستعلامات بإمكان الزائر الاستفسار وتسليم المقترحات. ويتألف المبنى الثاني من أربعة طوابق كذلك، ويضم أعمال فنية من المجموعة الدائمة إلى جانب معارض فنية شخصية وجماعية لفنانين محليين ودوليين تقام خلال العام. وهناك في الطابق الأخير مكتبة المتحف التي تحتوي على كتب ومجلات في مجالات الفنون والتصميم والعمارة وبلغات عدة، ويوجد مقهى يستطيع الزائر فيه تناول القهوة والمرطبات ويتميز بشرفته المطلة على حديقة المتحف والمشاهد المحيطة بها، كذلك يوجد ركن الهدايا (متجر).أما المبنى الثالث والأخير، فيتكون من طابقين وحديقة خلفية، الطابق العلوي مخصص لإقامات الفنانين والطابق السفلي يحتوي على محترف الفنون الجرافيكية وقاعات لإقامة الورش الفنية ويقع المبنى على بعد 200 متر من المبنى الثاني. ويحتوي المتحف على حديقة، حازت على الجائزة الذهبية العالمية في الاستدامة عام 2016 مقدمة من المنظمة العالمية الخضراء.
تبلغ مساحة حديقة المتحف 7 دونمات، وتعتبر أول حديقة ندرة مائية في عمان، وتستوفي كل الشروط كحديقة صديقة للبيئة من خلال استخدام الطاقة المتجددة في إنهارتها، وكذلك استخدام الري بالتنقيط، واستخدام نباتات تتأقلم مع المناخ وتتحمل الجفاف. 
في مايو 2016، دعم فندق لاند مارك حديقة المتحف الوطني، وهي أول حديقة خضراء وصديقة للبيئة، إذ عمل على تركيب ألواح الطاقة الشمسية المولدة للطاقة الكهربائية للتخفيف من الأثر البيئي، وقام بتجديد كافة المكاتب الإدارية بحيث تستفيد من أكبر قدر ممكن من أشعة الشمس الطبيعية

## 70 عاما من الفن الأردني المعاصر
تحت رعاية الملكة رانيا العبد الله، نظمت الجمعية الملكية للفنون الجميلة (RSOFA) أكبر معرض فني في الأردن واستضافت معرضًا فنيًا بعنوان «70 عامًا من الفن الأردني المعاصر»، في 21 مايو 2013. عرض الحدث أكثر من 200 عمل من إبداع 195 فنان أردني من مختلف الأجيال ويتضمن لوحات ونحت وفن فيديو وتصوير وفنون غرافيكية وسيراميك وتركيبات، مما يوفر للمشاهدين مجموعة واسعة من إبداعات الفنانين الأردنيين.
تضم المجموعة المعروضة توثيقًا تاريخيًا للتراث الفني الأردني على مر السنين، وتُظهر الجهود التي بذلها المتحف الوطني الأردني للفنون الجميلة لتجميع تمثيل مرئي شامل لتاريخ الفن المرئي الغني في الأردن. هذا المعرض هو الأكبر في الأردن حتى الآن، ويعكس بشكل فعال دور المعرض كراعٍ للفنون وكمصدر مرجعي للراغبين في معرفة المزيد عن الفنانين الأردنيين.
سيتم عرض الأعمال المعروضة أيضًا في كتالوج يوثق معلومات السيرة الذاتية لمبدعيها. وسيتضمن الكتاب أيضًا تاريخًا زمنيًا للحركة الفنية الأردنية في مراحلها المختلفة مع إبراز الدور الذي لعبه المتحف الوطني الأردني للفنون الجميلة كمروج للفنون وراعيها. كان المعرض مفتوحا للجمهور لمدة ثلاثة أشهر.

## المتحف السياحي
افتتح المتحف الوطني الأردني للفنون الجميلة مشروع المتحف المتجول، تحت رعاية الأميرة رجوى بنت علي، رئيسة الجمعية الملكية للفنون الجميلة يوم الاثنين 18 مايو 2009، بمناسبة اليوم العالمي للمتحف.
يهدف هذا المشروع الرائد إلى زيادة الوعي الثقافي في الفنون التشكيلية والبصرية والتعريف بالحركة الفنية في الأردن والعالم العربي والنامي في مختلف قرى ومحافظات المملكة.
يؤمن المتحف الوطني الأردني للفنون الجميلة بأهمية نشر والتعريف بالحركة الفنية لمن يعيشون في المناطق النائية من الأردن.
يتضمن المشروع معرضًا للأعمال الفنية الأصلية من المجموعة الدائمة للمعرض، بالإضافة إلى ورش عمل ومحاضرات لفنانين وأكاديميين متخصصين.

## مصنع
هي واحدة من المشاريع التي أطلقها المتحف الوطني الأردني للفنون الجميلة عام 2018، وتهدف إلى فتح المجال أما مختلف الطاقات الشابة بشكل تكاملي لتطوير استراتيجيات تعليمية ضمن النسيج الاجتماعي من خلال تعزيز العمليات والمشاريع التعاونية والتشاركية من مختلف مجالات الفنون التشكيلية والبصرية والموسيقى والمسرح والأدب والرقص المعاصر والفنون الأدائية من خلال دعوات مفتوحة تشتمل على مشاريع نائشة وإقامات فنية وبرامج للقيمين الفنيين وفنون الأماكن العاصمة.

## أوقات الدوام
9:00 صباحاً -5:00 مساءً (التوقيت الشتوي) 9:00 صباحاً - 7:00 مساءً (التوقيت الصيفي) ويفتح المتحف أبوابه ما عدا الجمعة (يغلق أيام العطل الرسمية) الحديقة:6:00 صباحاً -8:00 مساءً (التوقيت الشتوي) المقطى والمطعم: 9:30 صباحاً - 11 مساءً

## رسوم الدخول
5 دنانير لغير الأردنيين والمقيمين.

## روابط خارجية
- الموقع الرسمي
- الملف الشخصي على ARTslant

<nowiki>